# Barren Altar
Barren Altar ist eine 2013 gegründete Black-Doom-Band.

## Geschichte
Die in Santa Rosa gegründete Band Barren Altar veröffentlichte in ihren ersten Jahren EPs und Singles, bis im Juni 2018 das Debütalbum Entrenched in the Faults of the Earth erschien. Das erst über Bandcamp im Selbstverlag veröffentlichte Album erschien im darauf folgenden Jahr via Transylvanian Recordings und wurde international hoch gelobt. Das von Greg Wilkinson von Graves at Sea in den Earhammer Studios in Oakland aufgenommene Debüt klänge „sowohl im Black-Metal- als auch im Funeral-Doom-Segment dunkel und voll.“ Als ein „unglaublich starkes Debüt“sei Entrenched in the Faults of the Earth in diesem Crossover kaum einzigartig, jedoch „davon entfernt, ausgelatschten Wegen hinterher zu trotteln<sic!>“. Der Band gelänge es, die Stile auf eigene Weise miteinander zu vermengen und dabei etwas Hochwertiges zu kreieren. Obwohl Barren Altar mit ihrem Stilgemenge vertraut erscheinen, sei die Band „gut darin, das, was sie tun, überzeugend und unvergesslich zu machen.“ So habe die Gruppe „ein besonderes Händchen“ für eine „interessante“ und „überraschende“ Dynamik im Tempo sowie in der Stimmung. Voll von „Schmutz und Okkultismus“ sei Entrenched in the Faults of the Earth eine „fesselnde“ und „monströse Veröffentlichung.“

„Unholy fuck, this band is heavy, ugly, and totally awesome all at the same time!“

„Unheilige Scheiße, diese Band ist gleichzeitig heavy, hässlich und absolut ehrfurchtgebietend!“

## Stil
Barren Altar spielen einen Crossover aus „erschlagendem Funeral Doom“ und „traurigem Black Metal“ der dynamisch zwischen beiden Stilen wechsle. So vereine der Stil „Schwere mit Melodie und gelegentlicher Raserei“. Das Ergebnis wurde für Wonderboxmetal als Black Doom, mit apokalyptischer Atmosphäre beschrieben.
Die Band nutze die oft lange Zeitspanne ihrer Stücke, um über die Verwendung von instrumentalen Intros und Zwischenspiele Spannung und Dynamik aufzubauen und aufrechtzuerhalten. Melodien werden dabei als ein wesentlicher Bestandteil des Klangs wahrgenommen, obwohl sie nicht dauerhaft präsent sind. Die Band variiert so in und zwischen den Stücke zwischen Black Metal und Depressive Black Metal zu Death Doom und Funeral Doom. So klänge die Band wie eine Kooperation von Death-Doom-Bands wie Disembowelment oder Swallow the Sun mit dem Black-Doom-Projekt Lurker of Chalice unter dem Einfluss des Frühwerks von Katatonia.

## Diskografie
- 2014: A Monument to Endless Suffering (EP, Arcane Visions Collective)
- 2016: Stations of the Heathen Cross (Download-Single, Selbstverlag)
- 2017: Barren Altar / Argentavis (Split-Single mit Argentavis, Mullet Death Records)
- 2018: Maithuna (EP, Selbstverlag)
- 2018: Entrenched in the Faults of the Earth (Album, Transylvanian Recordings)